# Vladislav I. Češki
Vladislav I.  (češko Vladislav I.) je bil v letih 1109 do 1117 in od 1120 do svoje smrti vojvoda Češke, * okoli 1065, † 12. april 1125.

## Življenje
Vladislav I. je bil sin vojvode Vratislava II. in njegove druge žene Svetoslave Poljske, hčerke poljskega kralja Kazimirja I. Z bratrancem Svatoplukom Olomuškim je leta 1107 izgnal svojega brata Bořivoja II. iz Češke. Leta 1109 je bil Svatopluk med pohodom na Poljsko ubit in Vladislav I. ga je nasledil kot vojvoda Češke. Bořivoj II. se je ob podpori poljskega princa Boleslava III. Krivoustega vrnil iz izgnanstva, vendar ga je Vladislav leta 1110 premagal in zaprl.
Vladislav I.  je kljub zmagi ostal pod poljskim pritiskom in bil prisiljen priznati mlajšega brata Soběslava za podrejenega vladarja Moravske v Znojmu. Leta 1117 je Vladislav I. formalno odstopil  v korist Bořivoja II., vendar je obdržal velik del dejanske oblasti. Leta 1120 je bil Bořivoj ponovno odstavljen in obdarjen z Znojmom, medtem ko je Vladislav ponovno zasedel prestol in ga obdržal do svoje smrti leta 1125.
Vladislav I. je vladal v težavnem času s precejšnjim uspehom. Čeprav je še naprej priznaval vrhovno oblast Svetega rimskega cesarstva, je prenesel vmešavanje Poljske v češke zadeve, konflikte s svojimi sorodniki na Moravskem in izvajal ofenzivne akcije proti Poljski in Avstriji. V letih 1110–1111 je spremljal cesarja Henrika V. na njegovi italijanski ekspediciji in spodbujal naseljevanje Nemcev v obmejna območja Češke.

## Opatija Kladruby
Leta 1115 je ustanovil benediktinsko opatijo Kladruby zahodno od Plzna.  Obdaril jo je s 25 dvorci in gospostvom Zbraslav. Opatija se je do leta 1117 povečala za šest menihov in šest bratov laikov.

## Družina
Z ženo Richezo Berško (umrla 27. septembra 1125) je imel štiri otroke: 
- Vladislava II. Češkega  (1110? – 1174), čekega vojvodo in kralja,
- Děpolta I. (1120/25 – 1167),
- Jindřicha (Henrik, † po 1169) in
- Svatavo († po 1146), poročeno z řezněnskim graščakom Fridrihom Bogenskim.